# 羽島用水

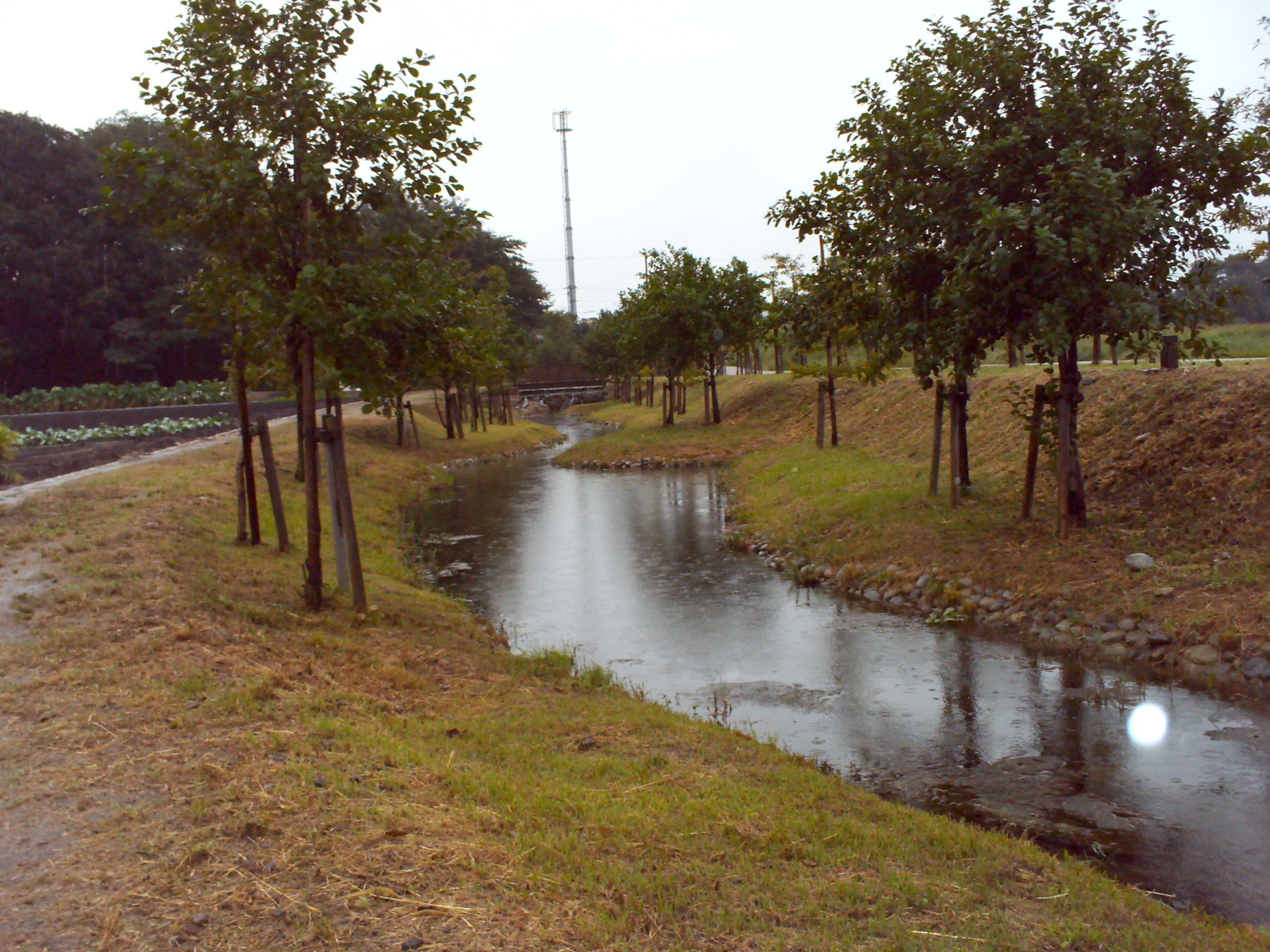
地下水路化された羽島用水上部せせらぎ水路

羽島用水（はしまようすい）は、岐阜県各務原市と愛知県犬山市の県境である木曽川犬山頭首工を取水源とする農業用水。
濃尾用水（羽島用水、宮田用水、木津用水）の一つである。

## 地理
犬山頭首工にて他の濃尾用水とともに取水する。羽島用水のみが岐阜県各務原市側に取水口がある。各務原市内の伊木山、不動山は地下水路として潜る。その後新境川と交差し、各務原市稲羽地区（旧稲葉郡稲羽町）を通過し、羽島郡岐南町、笠松町と通過する。
笠松町田代（でんだい）の田代分水工で西と南に分流する。
西への分流は岐阜市柳津町（旧羽島郡柳津町）から羽島市足近町を通り、羽島市竹鼻町で逆川に合流する。逆川は羽島市福寿町で長良川に合流する。
南への分流は笠松町松枝地区から羽島市正木町を通り、羽島市竹鼻町で逆川に合流する。

## 沿革
この地域は輪中地帯であり、江戸時代初期に築かれたの尾張国御囲堤の影響の為、木曽川の洪水の脅威にさらされていた。その結果、治水対策として輪中堤が築かれる。その結果、輪中堤の為に農業用の水が木曽川から取水できなくなり、この地域は水不足に苦しめられた。
- 1926年（大正15年）：蘇北普通水利組合、羽島中部普通水利組合（現在の羽島用水土地改良区）が設立される。
- 1929年（昭和4年）：県営羽島用水改良事業により、羽島用水着工。
- 1932年（昭和7年）：羽島用水完成。延長11km。取水口は羽島郡中屋村（現在の各務原市上中屋町）に設置。

しかし、世界大戦を背景に木曽川と飛騨川の上流に多数の水力発電ダムが建設され、水量が異常に減少。これにより取水がうまくいかなくなる。
- 1957年（昭和32年）：国営濃尾用水事業により、羽島用水の大幅改良が開始。
- 1967年（昭和42年）：犬山頭首工が完成。同年羽島用水が完成。
- 1999年（平成13年）：羽島用水の改良工事開始。一部を地下水路とする。

## 流域の自治体
岐阜県
各務原市、羽島郡笠松町、岐南町、岐阜市、羽島市